# Przełączka nad Kotłem
Przełączka nad Kotłem (słow. Sedielko nad Kotlom, niem. Kesselscharte, węg. Katlan-rés) – przełęcz położona na wysokości ok. 2440 m n.p.m. znajdująca się w południowo-wschodnim ramieniu Małego Gerlacha w słowackich Tatrach Wysokich. Przełączka nad Kotłem oddziela Ponad Kocioł Turnię na północnym zachodzie od Zadniej Ponad Próbę Turni w grani Ponad Próbę Turni na południowym wschodzie. Na Przełączkę nad Kotłem nie biegną żadne znakowane szlaki turystyczne, przebiega przez nią nieznakowana ścieżka prowadząca przez Wielicką Próbę na główny wierzchołek Gerlacha.
Południowe stoki przełączki opadają do Gerlachowskiego Kotła. Na północną stronę, do Doliny Wielickiej z Przełączki nad Kotłem zbiega Wielicki Żleb, stanowiący jeden z głównych żlebów masywu Gerlacha.
Nazwa Przełączki nad Kotłem pochodzi bezpośrednio od położonego niżej Gerlachowskiego Kotła.

## Historia
Pierwsze wejścia turystyczne:
- latem: Mór Déchy, Anton Döller, Paul Schwartz, Josef Schäferling, Johann Still i Samuel Horvay, 31 sierpnia 1874 r.,
- zimą: prawdopodobnie Ernst Dubke, Johann Breuer i Johann Franz senior, 29 grudnia 1908 r.